# Lady Dracula
Lady Dracula è un film commedia horror del 1978 diretto dal regista tedesco Franz Josef Gottlieb.

## Trama
Una bella donna bionda morsa dal conte Dracula cento anni prima, viene riportata in vita a Vienna. Al suo risveglio, la donna si renderà protagonista di una follia omicida una volta resasi conto della necessarietà di bere sangue per continuare a sopravvivere.